# Masanobu Ando
Masanobu Ando (Japans: 安藤政信, Andō Masanobu) (Kawasaki, 19 mei 1975) is een acteur en regisseur uit Japan.

Ando kreeg een Japanse Academy Award voor zijn rol in de film Kids Return uit 1996. Hij speelde uiteenlopende rollen. In Space Travelers (2000) speelt hij een overvaller, in Satorare (2001) een dokter en in Red Shadow: Akakage (2001) een samoerai/ninja. Tevens speelde hij in onder meer Battle Royale (2000) als Kazuo Kiriyama en in Sukiyaki Western Django (2007).
Ando is regisseur sinds 2003.
- Biblioteca Nacional de España: XX4841239
- Bibliothèque nationale de France: cb144901476 (data)
- Gemeinsame Normdatei: 1076807445
- International Standard Name Identifier: 0000 0001 1464 100X
- Library of Congress Control Number: no2001094144
- Bibliotheek van het Japanse parlement: 00865934
- Nationale Bibliotheek van Tsjechië: xx0149770
- Nationale Bibliotheek van Israël: 987007442166405171
- Système universitaire de documentation: 059733594
- Virtual International Authority File: 162981934
- WorldCat: E39PBJvXg4ft9hmcHmmXrWhbVC